# Premiere Division (Dominica)

Vlag van Dominica

De Premiere Division is de hoogste voetbalcompetitie in Dominica die door de Dominicaanse voetbalbond wordt georganiseerd.
In de competitie, die sinds 1970 wordt gespeeld, nemen acht clubs deel. Degradatie volgt naar de Dominicaanse eerste divisie. De kampioen is gerechtigd deel te nemen aan het CFU Club Championship. Record titelhouder is Harlem United met 20 titels.